# Philipp Franz von Siebold
Pour les articles homonymes, voir Siebold.
 (octobre 2021).
Philipp Franz Balthasar von Siebold (prononcer Zibold), médecin et naturaliste bavarois, est né le 17 février 1796 à Wurtzbourg et mort le 18 octobre 1866 à Munich. De famille noble avec titre de baron, il est le frère ou le cousin de l'anatomiste et zoologiste Carl Theodor Ernst von Siebold (1804-1885).

## Biographie
Reçu docteur en 1820, il entre au service de la Compagnie hollandaise des Indes orientales en 1822. Arrivé au Japon en 1823 avec la légation scientifique néerlandaise, sa rencontre avec ce pays devait sceller son destin et sa vocation.

### Une vocation en cache une autre
Durant la majeure partie de l'époque d'Edo (1639 à 1854), l'archipel nippon était fermé aux étrangers et seuls les Hollandais (オランダ : oranda) étaient autorisés à résider dans leur comptoir commercial de l'île artificielle de Dejima près de Nagasaki. Siebold dut donc se faire passer pour Hollandais afin de s'y installer, de 1823 à 1829. Son fort accent bavarois éveille quelques soupçons auprès des interprètes japonais, qu'il parvient à endormir en invoquant un mystérieux dialecte néerlandais.

### Six années fastes au Japon
À la faveur d'un assouplissement de la politique de fermeture (dite sakoku), du shogunat Tokugawa, mais aussi des recommandations personnelles de savants japonais, il est autorisé à  ouvrir à Dejima l'école Narutaki, qui réunit bientôt une élite composée d'une cinquantaine d'étudiants avant-gardistes de tous âges et venus de tout l'archipel, sélectionnés par le shogunat. Ce sont les fameux rangakusha (蘭学者, disciples des « études hollandaises », synonyme d'études occidentales), férus de sciences occidentales, dont beaucoup furent le fer de lance du mouvement progressiste, autour de Chōei Takano. Siebold y enseigne la médecine et l'histoire naturelle. Usant de ses protections, il acquiert sous un nom japonais, une maison de campagne dans les environs de Narutaki où il reçoit ses élèves et admirateurs, qui affluent pour mieux voir et entendre le grand « Meester » étranger.
Comme il n'était pas censé recevoir d'honoraires de la part de ses patients, ces derniers le payaient en nature, le plus souvent en lui offrant toutes sortes d'objets et bibelots qui prirent ensuite une valeur historique, à la base de sa grande collection ethnographique.
Siebold fut ainsi le premier occidental à enseigner la médecine au Japon. Mais il s'y rendit infiniment plus célèbre en complétant l'œuvre pionnière du médecin et botaniste suédois Carl Peter Thunberg. Après avoir fondé[Quand ?] le jardin botanique de Dejima, il est invité à Edo (aujourd’hui Tokyo), où il connaît le succès et la gloire. Ses remarquables études sur la flore et la faune japonaise passeront à la postérité.
Débordé par ses activités d'enseignant, Siebold parvient néanmoins à réunir la plus grande collection de plantes japonaises au monde[réf. nécessaire] (dont plus de 2 200 espèces de phanérogames). La plupart furent récoltées par ses étudiants et collaborateurs dont les plus connus sont : Keisuke Itō, Zonshin Ōkōchi, Sugeroku Mizutani et même le médecin du shogun, Hoken Katsuragawa. Tous les spécimens réunis pendant son séjour au Japon n'étaient pas les premiers à atteindre l'Europe, mais ils venaient compléter ceux de Kämpfer (1651-1716) et Thunberg (1743-1828) acquis aux XVIIe et XVIIIe siècles. Il loua également les services de chasseurs indigènes pour alimenter sa collection d’animaux.
Le 29 mars 1826, Siebold rencontre le botaniste Hōbun Mizutani (1779-1833) ainsi que ses deux élèves, Ōkōchi Sonjin (1796-1883) et Itō Keisuke (1803-1901), qui forment un groupe de naturalistes à Nagoya. Ceux-ci connaissent quelques travaux occidentaux grâce aux publications néerlandaises et notamment Hōbun qui nomme ses plantes en suivant la traduction néerlandaise des travaux linnéens réalisée par Maarten Houttuyn (1720-1798), mais semble-t-il, sans bien maîtriser le système linnéen. C'est Itō Keisuke qui, le premier, va sensibiliser les naturalistes japonais au système de classification développée par Linné ainsi qu'au système de nomenclature binomiale.

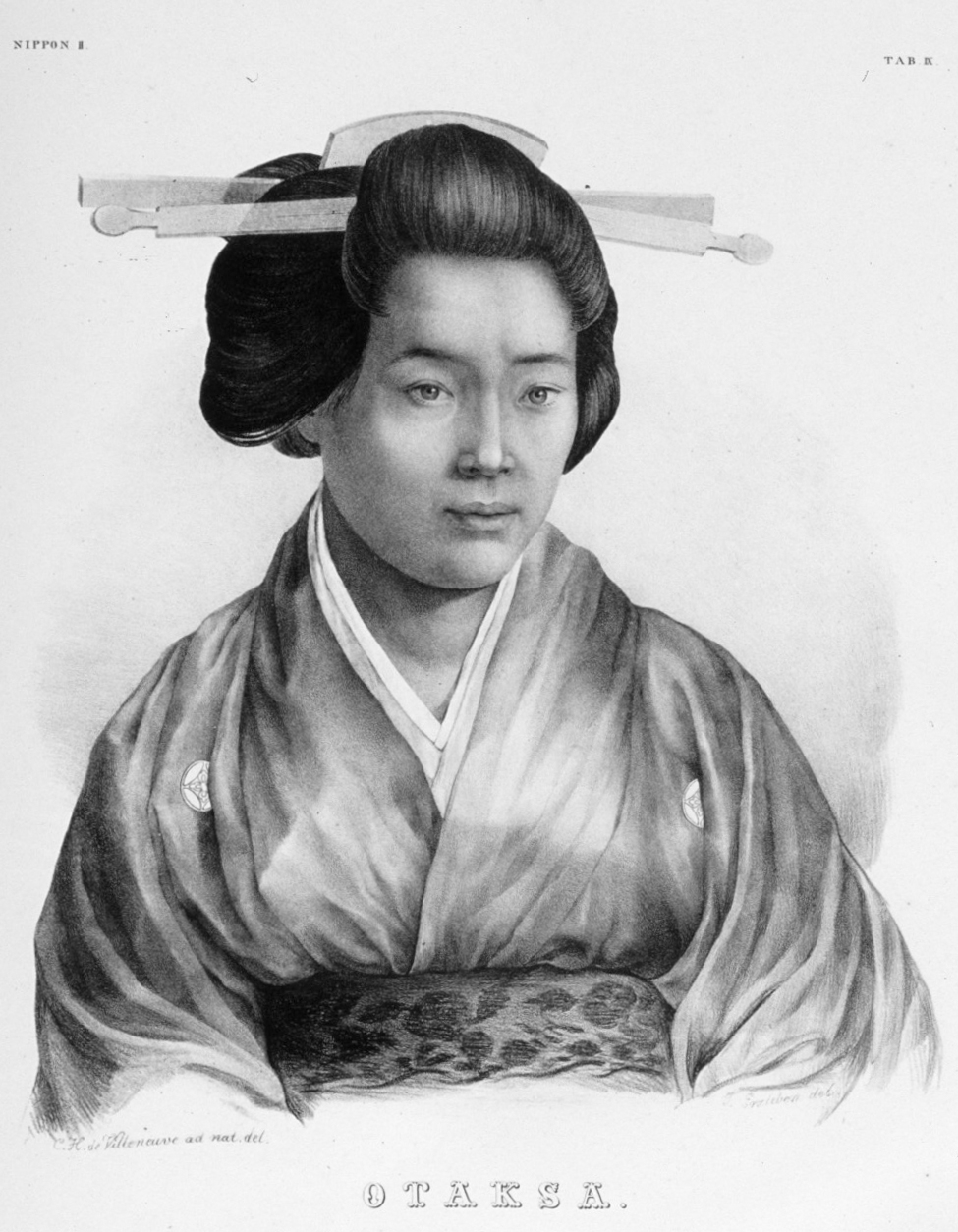
Kusumoto O'Taki (1807-1865)

### La politique et l'amour

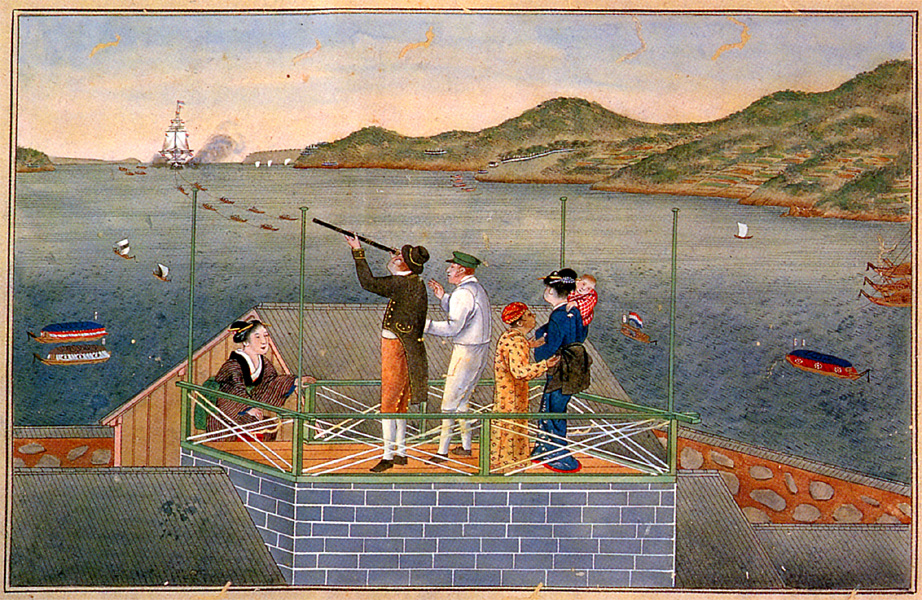
Ukiyo-e de Kawahara Keiga : Arrivée d'un navire néerlandais (蘭船入港図) : Philipp Franz von Siebold avec le télescope, sa femme japonaise O'Taki San et sa toute petite fille O'Iné.

Chargé par le gouvernement néerlandais de collecter toutes sortes de renseignements sur le Japon mais ne parlant ni ne lisant le japonais, Siebold sut trouver des interprètes et collaborateurs zélés parmi ses rangakusei, leur faisant rédiger en néerlandais des mémoires touchant à tous les aspects de la civilisation japonaise : flore, faune, linguistique, histoire et géographie...
Siebold rencontre bientôt O'Taki San (楠本 滝, Kusumoto Taki), jeune japonaise qui n’hésitera pas à affronter l’opprobre en se faisant fictivement enregistrer comme courtisane pour contourner l’interdiction de mariage avec un étranger. De leur union naîtra une fille, Kusumoto Ine (1827-1903), qui deviendra la première femme médecin du Japon.

### L'incident Siebold
Dès 1827, Siebold  avait expédié à Batavia, Bruxelles et Anvers des collections entières, non seulement de plantes mais aussi de livres rares, d’estampes et d’objets d'art. Or, le gouvernement japonais de l'époque avait strictement interdit la vente aux étrangers de tous documents touchants à l'administration, la topographie ou l'histoire du pays, de même que celle des objets relatifs à la religion, l'art de guerre et la vie de la cour, considérés comme secrets d'État.
En 1828, ayant obtenu de l'astronome Kageyasu Takahashi plusieurs cartes détaillées du Japon et de la Corée (confectionnées par Tadataka Inō), il juge bon d'y ajouter de sa main le tracé des frontières nord du Japon. À la suite du naufrage du navire qui emportait une de ses cargaisons, ces cartes sont récupérées par les sauveteurs parmi une cinquantaine d'autres objets interdits. Le gouvernement l'accuse aussitôt de haute trahison, comme espion à la solde de l'Empire russe. Certains de ses étudiants seront emprisonnés mais lui-même ne sera condamné qu'à l'expulsion, le 22 octobre 1829.

### Retraite féconde à Leyde
Arraché à ses études, Siebold embarque pour Batavia, emportant toutes ses collections, qu'il léguera ensuite au musée de Leyde. Il arrive aux Pays-Bas le 7 juillet 1830, après un séjour de huit ans au Japon et à Batavia.
Il s'établit à Leyde où une tâche titanesque l'attend, laquelle l'occupera pendant vingt ans. En 1834, il nomme un type d'arbres paulownia en l'honneur de l'épouse du prince héritier des Pays-Bas née Anna Pavlovna de Russie, fille du tsar Paul Ier de Russie. Il se remarie en 1845 avec Helene von Gagern dont il a trois fils (dont Alexandre von Siebold 1846-1911) et deux filles.
Sur les douze mille spécimens de sa collection, il ne pourra en traiter que deux mille trois cents, le reste faisant encore l'objet de recherches aujourd'hui. Il construit aussitôt une serre spéciale pour cultiver ses plantes ramenées du Japon, puis s'attelle à la rédaction des résultats de ses observations. Il fournira une œuvre monumentale, en commençant par Nippon (1832), le premier tome d'un travail ethnographique et géographique, richement illustré, sur le Japon. Il y inclut un savoureux récit de son séjour à la cour shogunale d'Edo. Cinq tomes supplémentaires paraîtront, jusqu'en 1882. Cette encyclopédie permit au public européen de découvrir la culture japonaise.
Il est enterré au cimetière du Sud à Munich.

## Publications
- (1822) De historiae naturalis in Japonia statu
- (1826) Epitome linguae Japonicae (Batavia)
- (1829) Synopsis Hydrangeae generis specierum Iaponicarum. In: Nova Acta Physico-Medica Academiae Caesareae Leopoldino-Carolina vol 14, part ii.
- (1832-1854) Nippon: Archiv zur Beschreibung von Japan, 20 parties, 5 tomes de texte, 6 tomes d'atlas et gravures; [Réédition de 1897 en deux volumes (page consultée le 24 février 2021)]
- (1833-1841) Bibliotheca Japonica avec Joseph Hoffmann et Kuo Cheng-Chang (Leyde, 6 tomes) [aperçu de la littérature japonaise et dictionnaire chinois, japonais et coréen];
- (1835-1841) Thesaurus linguae japonicae (Leyde);
- (1835-1841) Flora Japonica P.F. von Siebold et J.G. Zuccarini, 2 premiers tomes
- (1833-1850) Fauna Japonica édité par P.F. von Siebold, textes de C.J. Temminck, H. Schlegel, et W.D. Haan, 5 volumes
- (1835-1853) Flora Japonica (Leyde, tomes 3- 15, avec Zuccarini, J.G.).
- (1838-1840) Voyage au Japon, exécuté pendant les années 1823 à 1830 : ou Description physique, géographique et historique de l'Empire japonais, de Iezo, des îles Kuriles méridionales, de Krafto, de la Corée, des îles Liu-Kiu, etc., etc. Philipp Franz Balthazar von Siebold; A de Montry; Édouard Fraissinet. 5 vol. Paris: Bertrand 1838-40. [lire en ligne (page consultée le 24 février 2021)]
- (1843) Plantaram, quas in Japonia collegit Dr. Ph. Fr. De Siebold genera nova, notis characteristicis delineationibusque illustrata proponunt. In: Abhandlungen der mathematisch-physikalischen Classe der Königlich-Bayerischen Akademie der Wissenschaften tome 3, pp 717–750 (avec Zuccarini, J.G.)
- (1845) Florae Japonicae familae naturales adjectis generum et specierum exemplis selectis. Sectio prima. Plantae Dicotyledoneae polypetalae. In: Abhandlungen der mathematisch-physikalischen Classe der Königlich-Bayerischen Akademie der Wissenschaften vol. 4 part iii, pp  109–204m (avec Zuccarini, J.G.)
- (1846) Florae Japonicae familae naturales adjectis generum et specierum exemplis selectis. Sectio altera. Plantae dicotyledoneae et monocotyledonae part iii, tome 4, (avec la collaboration de Zuccarini, J.G.)
- (1847-1848) « Essai historique, statistique et politique sur le commerce du Japon » Dans : Le Moniteur des Indes-Orientales et Occidentales ... publié par Ph. Fr. de Siebold et P. de Melvill de Carnbee. La Haye, Batavia, vol. I (1847), 1re partie p. 29 – 38, 111 – 116; vol. II (1847-1848), p. 247 – 256, 333 – 350. Traduction de Nippon, Archiv zur Beschreibung von Japan, Abt. VI. Landwirthschaft, Kunstfleiss und Handel (Nippon, ou Description du Japon ; Part. VI, Économie rurale, Industrie et Commerce), p. 1. Édition française rédigée par  A. de Montry et E. Fraissinet
- (1866—1871) Flora Japonica (Leyde, tomes 16-20, Zuccarini, J.G. et Miquel, F.A.W.)

## Épilogue
En souvenir de sa compagne, il baptise du nom d'Hydrangea otaksa (contraction familière dont il usait couramment) sa « plus belle plante ». Cette fleur, symbole de Nagasaki, deviendra notre actuelle hortensia (Hydrangea macrophylla).
C'est encore lui qui initie la culture du thé à Java (alors colonie néerlandaise), à l'aide de pieds importés en contrebande du Japon. Peu à peu, depuis le jardin botanique de Leyde, de nombreuses plantes cultivées par Siebold commencent à être diffusées dans toute l'Europe et le reste du monde. Parmi bien d'autres espèces, on peut citer le genre Hosta, l'hortensia et les azalées.
Bien que considéré comme un savant émérite au Japon (シーボルト氏 ou シーボルト先生) où des musées et revues scientifiques portent aujourd'hui son nom, il reste passablement inconnu en Europe, hormis d'une poignée d’horticulteurs et de botanistes. Nommé conseiller aux affaires culturelles et sociales japonaises, Siebold obtient l'autorisation inespérée de retourner au Japon à ce titre et y séjourne à plusieurs reprises de 1859 à 1863. Il en profite pour revoir sa femme et sa fille et caresse un temps l'espoir d'y finir ses jours.
Mais ses propositions pour une véritable approche « culturelle » du Japon — et non pas « marchande » — ne furent pas appréciées du gouvernement néerlandais. Il est rappelé à Batavia, puis aux Pays-Bas. Après avoir offert, en vain, ses services aux gouvernements français et russe, Siebold, désillusionné par ce mépris affiché tant envers le Japon que vis-à-vis de son œuvre, regagne sa ville natale de Wurtzbourg.

### Postérité
- Siebold est le personnage principal de la nouvelle L'Empereur aveugle ou le voyage en Bavière. À la recherche d'une tragédie japonaise[5], parue dans les Contes du lundi d'Alphonse Daudet, dont elle clôt la série.
- De très nombreuses espèces, notamment horticoles, lui ont été dédiées, parmi lesquelles :
  - Clematis florida "sieboldii" : à fleurs blanc crème et gros bouquet d'étamines pourpre violacé
  - Dryopteris sieboldii, fougère aux frondes épaisses coriaces comme le cuir
  - Hosta sieboldii, Hosta de Siebold ou à feuilles étroites, aux nombreux cultivars
  - Magnolia sieboldii, aux feuilles brillantes et magnifiques corolles parfumées
  - Malus sieboldii, pommier pleureur, très odorant, à fleurs roses puis blanches
  - Primula sieboldii (en) la primevère japonaise des bois ou primevère de Siebold
  - Prunus sieboldii, cerisier ornemental
  - Hylotelephium sieboldii, plante grasse vivace, à petites feuilles frangées de rouge.
  - Tsuga sieboldii le tsuga (sapinette) du Japon, aujourd'hui Tsuga araragi
  - Viburnum sieboldii (en), grande viorne, parfois nommée bois d'arc de Siebold
  - Fallopia japonica, la fameuse renouée du Japon, classée aujourd'hui dans le TOP 100 mondial des pires espèces invasives.
- (5448) Siebold, un astéroïde découvert en 1992, a été baptisé en son honneur.
- Un petit musée lui est consacré en Allemagne, au château de Brandenstein en Hesse.
- Au jardin botanique de l'université de Wurtzbourg, une collection honore P. F von Siebold.
- La maison qu'il a occupée à Leyde la SieboldHuis a été transformée en musée pour recevoir une partie de sa collection (JapanMuseum SieboldHuis).